# 李亨根
李亨根（韓語：이형근，1920年11月2日—2002年1月13日）、大韓民国軍人、外交官。1959年8月6日授四星上将军衔，大韓民国国軍建军初期元老。日本名为松山武雄。本贯公州。号“青哉”（청재）。其弟是韓国陸軍第7師第3团团長李尚根。岳父是首任韓国陸軍参謀总長李應俊。次子是歌手李玄。

## 生平

### 第二次世界大战期间
1920年出生于日占时期忠清南道公州，在京城府长大。朝鲜两班家世出身。
1942年陸軍士官學校（第56期）毕业，又在日本陆军野战炮兵学校毕业。任关東軍第3师团野战炮兵联隊付，参加中国豫湘桂会战，昭和20年任日军野炮兵第73聯隊中隊長。太平洋战争结束军衔为陸軍大尉。

### 独立後
1945年日本戰敗後李亨根在因会英語在大田中学做英語和数学老师。
在李應俊（陸士26期）担任美軍政厅顧問时，他进入南朝鮮國防警備隊，并娶了李應俊之女为妻。1945年12月5日軍事英語学校開校时凭借出色的英语能力，成为首批学生。1946年1月15日以优异成績毕业，成为韩国陆军历史上首位上尉军官(1946年1月15日)，他的军号是“1号”。1946年1月14日进入新组建的國防警备队，任第2團（大田）團长。他穿着日本陸軍軍官制服，挎着日本刀，对部隊实行日本式訓練，与派遣到队上的美軍顧問经常发生对立摩擦。
1946年5月1日任南朝鮮国防警備士官学校首任校長，同时暂时代理南朝鮮国防警备队总司令（1946年9月28日—1946年12月）。1948年6月前往美国视察学习（1948年8月返國）。1946年9月6日复任第2團團長。1946年9月11日美軍政厅开始将警備隊指揮权下放韓国军队，1946年9月28日任警備隊首任总司令官。后改为参谋总长。
1948年7月，李亨根被派往美国陸軍歩兵学校留学和韓國駐美國大使館武官。归国后的1949年6月20日，任第8师師长。第8师（江原）在三八线附近向北朝鮮渗透，进行军事挑衅。后与陸軍参谋总长蔡秉德（日本陸士49期）关系恶化，（两人同是军事英语学校的第一届毕业生，李亨根是1号，蔡秉德2号，因排名和资历两人反目成仇。）向岳父李應俊表明辞职意愿，在李應俊挽留下，朝鲜战争开战前的1950年6月22日改任第2师（大田）师长。
1950年10月、李亨根升任第3軍军长。1951年8月、任陸軍本部教育总長。1951年9月、担任韓國停战谈判代表。1952年1月、任第1軍军长，与美军继续北上，在东部战线作战。
朝鲜战争停战后，1954年2月14日李亨根与丁一权同时晋升为四星上将，并担任首任联合参谋总长（합동참모총장）。1956年6月任第9代陆军参谋总长。1959年8月6日以上将军衔退役。
退役後任在乡军人会会长、驻菲律宾大使、駐英大使。大韓石油公社顧問。

## 死後評价
2008年韩国民族問題研究所公布的《亲日人名辞典收录预定者名单》中，李亨根被选入軍部門。

## 家属及亲戚关系
- 外祖父（妻子）：李甲（이갑, 1877年5月12日~ 1917年6月13日）
  - 岳父：李應俊（이응준, 1891年8月12日~ 1985年7月8日，历任大韩民国首任陆军参谋总长。大韩民国军事英语学校1期任职。1955年授陆军中将军衔。）
    - 妻兄：李昌善（이창선, 1921年—1996年，李應俊之子。日本东京出生。韩国陆军士官学校第2期和高丽大学经济系毕业。1955年授陆军大校军衔。）
      - 长女：李美卿（이미경,1940年2月23日—、已婚及出家）
      - 长子：李勳（이훈, 1947年7月21日—、已婚。基督教执事）
      - 次子：李玄（이현, 1950年9月7日—、本名李憲。歌手出身的企业家。江原道春川出生。기산通信总经理。基督教执事。汉阳大学电气工程系毕业。已婚。）
      - 次媳妇：張順玔（장순천, 1963年—、戏剧演员出身。李玄的妻子。基督教권사。汉阳大学戏剧电影系毕业。）
      - 次女：李愛卿（이애경, 1953年12月7日—、已婚及出家。装修事业。）
        - 外孙女：韓知原（한지원, 1981年12月15日-、李愛卿女儿。美国圣塔摩尼加大学美术系毕业。2001年韩国小姐，韩国日报工作。）

      - 3女：李恩卿（이은경, 1956年3月23日 ~ , 已婚及出家）
      - 4女：李寶卿（이보경, 1957年9月10日 ~ , 已婚及出家）

    - 弟弟：李尙根（이상근, 1922年 ~ 1950年6月27日, 前陆军第7师第3团团长。韩国陆军士官学校第2期，朝鲜战争中阵亡，被追赠陆军准将）
      - 侄女：李維卿（이유경, 1948年 ~ , 李尙根之女. 已婚及出家）

## 脚注
1. 1 2  佐々木春隆.  再版. : p. 93.
2. ↑  佐々木春隆.  再版. : p. 91 – 95.

1. ↑  朝鮮戦争中戦死、 追赠大韓民国陸軍准将
2. ↑  朝鮮人民軍包围下在釜山病死